# Panemeria arbutoides
Panemeria arbutoides là một loài bướm đêm trong họ Noctuidae.